# Kanishka
Hoàng đế Kanishka (tiếng Phạn: कनिष्क, Tiếng Đại Hạ: Κανηϸκι, Trung Cổ Hán ngữ: 迦腻色伽) là vua của vương quốc Quý Sương ở Trung Á, là người Quý Sương thuộc tộc Nguyệt Chi.
Âm Hán-Việt của Kanishka là Ca Nị Sắc vương, Ca Nị Sắc Ca, Kế Nị Ca vương, Đàn Kế Nị vương, Cát Ni Thi Cát vương hay Ca Nị Sắt Tra vương.

## Hoàn cảnh
Vào thế kỷ III, những người Scythia và Quý Sương đến định cư ở Afghanistan và Pakistan phía tây bắc lục địa Ấn Độ, làm thay đổi sâu sắc lịch sử các xứ này đến ngày nay. Vào thiên niên kỷ thứ nhất, một vị vua nổi tiếng là Kanishka của đế quốc Quý Sương, hậu duệ các dân tộc trên, đã đóng vai trò quan trọng trong việc phát triển Phật giáo Đại thừa, sau truyền bá sang Trung Quốc. Ông nói một ngôn ngữ Đông Iran, Ấn-Âu được gọi là tiếng Đại Hạ xuất hiện nguyên bản từ tiếng Hy Lạp, tuy nhiên nó không phải chắc chắn là tiếng người gốc Quý Sương nói.
Kanishka là người kế vị của Vima Kadphises, theo bi văn Rabatak, một thế phả ghi trên đá bằng tiếng Đại Hạ và Hy Lạp.
Vô số truyền thuyết về ông nay còn được giữ gìn trong kho tàng truyền thuyết Phật giáo. Kinh sách Phật giáo ca ngợi ông, và đặt ông ngang hàng với những vị vua lớn khác của đạo Phật như A-dục vương vào 3 thế kỷ trước, vua Menandros I của Ấn-Hy Lạp vào thế kỷ thứ II TCN, các vua nhà Gupta thế kỷ thứ V và vua Hashavardhana vào thế kỷ thứ V.

## Vấn đề dòng dõi và thời gian trị vì
Kanishka kế vị vua Vima Kadphises năm 127. Kanishka dường như không trực thuộc dòng của tiên đế Kadphises. Vấn đề này vẫn chưa được sáng tỏ, các ý kiến cũng không trùng khớp nhau: phải chăng ông thuộc dòng khác như Khiết Đan từ Tân Cương, hoặc là 1 tiểu vương Ấn Độ đã cướp được ngôi vua.
Kanishka được xem là một vị vua vĩ đại của vương quốc Quý Sương, kinh sách Phật giáo Đại thừa cũng ca tụng ông, xem ông như một Hộ pháp vương kiệt xuất. Tuy nhiên, cho đến nay các nghiên cứu lịch sử ở vùng thung lũng tây bắc Ấn Độ chưa có thể khảo sát tường tận nên chưa có sự thống nhất về thời gian ông trị vì: theo một thuyết, ông trị vì từ năm 78 đến 103, thuyết khác lại bảo là từ 78 đến 144, song cũng có người cho là từ 100 đến 164 hoặc từ 128 đến 151.
Đã 3 lần hội nghị chuyên đề được họp tại Luân Đôn để giải quyết việc này, nhưng vẫn chưa có sự đồng nhất về thời gian trị vì của ông. Gần đây, những thảo luận thường tập trung và chú ý vào thời kì 100 - 140. Song vào năm 2004, Harry Falk đã khám phá ra rằng triều đại của Kanishka đã được dân Quý Sương xưa dùng làm năm đầu của lịch mới trong suốt một thế kỷ cho đến khi đế quốc bị tan rã, có nên nhiều người tin là Kanishka đã đăng quang năm 127 hơn.

## Trị vì

### Một đế quốc phồn thịnh
Ông được xem là vị vua vĩ đại của vương quốc Quý Sương. Nhờ những di tích khảo cổ và trong văn học Phật giáo, người ta biết được về cuộc đời của vua Kanishka. Lúc ông lên ngôi, Quý Sương đã là một đế quốc hùng mạnh, nhưng ông vẫn bành trướng thêm. Ông xâm chiếm các tiểu quốc quanh vùng, đặc biệt là về phía đông. Sự bành trướng này nhằm mục đích:
- Củng cố quyền kiểm soát Con đường tơ lụa, con đường kinh tế huyết mạch của thế giới thời đó.
- Truyền bá đạo Phật vào Trung Quốc.

Kanishka đóng đô ở Purushapura, bây giờ là Peshawar ở Pakistan, nằm ở vùng thượng lưu sông Hằng và sông Ấn. Đế quốc Quý Sương rất rộng lớn. Những cuộc chinh phạt của ông góp phần giúp cho Quý Sương kiểm soát Con đường tơ lụa, nơi giao lưu giữa các nền văn minh lớn trên thế giới thời đó, điển hình như La Mã (thời các hoàng đế Trajan và Hadrian: 98 - 138) ở phương Tây hay Trung Quốc ở phương Đông.

### Một vị vua sùng Phật giáo
Kanishka đã khuyến khích cho nghệ thuật Hy Lạp - Phật giáo đạt đến tột đỉnh, tạo nên nền văn minh Gandhara.
Hoàng đế Kanishka có nét giống với A-dục vương, là xây dựng rất nhiều đền đài. Ông đã cho xây đại tháp Peshawar thờ xá lợi Phật, được cất bằng gỗ cao 400 bộ, khu Sirsukh ở Taxila, ngôi thành ở Kashmir..., nay hãy còn dấu tích.
Ông đã tổ chức kết tập kinh điển ở Jālandhar Kashmīrthat, Kashmir Kết quả của lần kết tập này là sự hình thành của Phái Đại thừa Mahayana, tách rời khỏi phái Thượng tọa bộ Nikaya. Ông còn cho lưu giữ nhiều bản kinh đại thừa viết bằng tiếng Prakrit, thổ ngữ của Gandhara. Sau này, những bản kinh đó được dịch sang kiểu văn chương tiếng Phạn, và được truyền sang phương Đông theo Con đường tơ lụa. (Foltz – "Religions on the Silk Road"),
Triều đại ông được xem là một thời kì huy hoàng của Phật giáo. Đây là thời đại của những đại luận gia Phật giáo như Nagarjuna (Long Thụ), Asvaghosha (Mã Minh) và Vasumitra (Bà-tu Mật-đa: Thế Hữu). Người "cha đẻ của nền y học của Ấn Độ", Charaka, là ngự y trong triều đình Kanishka.